# Херн, Лафкадио
Лафкадио Херн (Патрик Лефкадио Кассимати Чарльз Херн, англ. Patrick Lefcadio Kassimati Charles Hearn, Патрикьос Лефкадьос Херн, греч. Πατρίκιος Λευκάδιος Χερν, также Коидзуми Якумо (яп. 小泉 八雲); 27 июня 1850, Лефкас — 26 сентября 1904, Токио) — ирландско-американский прозаик, переводчик и востоковед, специалист по японской литературе.

## Биография
Имя Лефкадио образовано от названия острова Лефкас, на котором родился (Ионические острова в то время были британским протекторатом). Отец — военный врач-ирландец, мать — коренная гречанка. В возрасте двух лет был привезён в Ирландию, где и вырос. В детстве и юности носил имя Патрик. Его дядя Ричард был более-менее известным художником.
В 15 лет Херн был направлен в католическую школу в Англии. В дружеской потасовке повредил левый глаз, который навсегда утратил способность видеть. Эмигрировал в США в 1869 году и начал карьеру как журналист. Подписывал статьи уже именем Лафкадио Херн.
В 1874 году женился на чернокожей женщине по имени Алетейя Фоли, что вызвало скандал: смешанные браки в США были в то время запрещены. Впоследствии с женой разошёлся. К сорока годам стал довольно известным и популярным в США журналистом.
В 1890 году был направлен в Японию в качестве корреспондента журнала, позже стал иностранным советником при правительстве. Преподавал английский язык в городе Мацуэ (регион Тюгоку) в Западной Японии; в этом городе ныне функционирует Дом-музей писателя. Увлёкшись японской культурой, стал страстным поклонником и пропагандистом Востока, принял японское имя Коидзуми Якумо (яп. 小泉 八雲), взятое им из древнеяпонского эпоса «Кодзики». Также принял японское подданство. Женился на японке по имени Сэцу Коидзуми, дочери самурая, у пары родилось четверо детей. В 1903—1904 годах занимал должность профессора английской литературы в Токийском университете. Одним из его учеников был поэт и известный переводчик Бин Уэда.
В родительской семье Лафкадио исповедовали греческое православие, он же в течение жизни сменил религию сперва на католицизм, а затем, уже в Японии, — на буддизм. Умер от сердечного приступа в возрасте 54 лет.
Его книги о Японии, включая переложения японских легенд в жанре кайдан, до сих пор популярны в англоязычном мире.
Говард Лавкрафт писал о нём:

Лафкадио Херн, странный, мечущийся, экзотичный, уходит ещё дальше от ареала реального и с великолепным мастерством чуткого поэта плетёт фантазии, невозможные для автора, любящего толстые ростбифы. В его «Фантазиях», написанных в Америке, есть весьма своеобразные вампиры, которых больше ни у кого не встретишь, тогда как его «Кайдан», написанный в Японии, с беспримерным мастерством и утончённостью запечатлевает волшебные легенды и сказки этой удивительно богатой красками страны.
Жизнь и творчество Лафкадио Херна являются предметом давнего интереса со стороны японских историков, филологов, писателей, работников кино. В настоящее время над созданием посвящённого ему биографического фильма работает известный режиссёр Хидэо Наката, снявший в 2007 году мистическую картину «Кайдан».

## Книги
- «Блики незнакомой Японии» (1894)
- «С Востока» — очерки о новой Японии (1895)
- «Экзотика и ретроспектива» (1898)
- «Японские волшебные сказки», т. 1-4, 1898—1903
- «В призрачной Японии» (1899)
- «Теневое» (1900)
- «Поэзия Японии» (1900) — книга о хайку
- «Кайдан: история и очерки об удивительных явлениях» (1904)
- «Роман о Млечном Пути» и другие истории и очерки (1905 — посмертно)

## Публикации на русском языке
- Душа Японии: Кокоро / Перевод Е. Маурина; под ред. Е. К. Симоновой-Гудзенко. — М.: Изд. дом «Муравей», 1997.
- Японские квайданы. Рассказы о призраках и сверхъестественных явлениях. — М.: Современный литератор, 2002.
- Причудливый мир Лафкадио Херна / Сост. и пер. А. Б. Танасейчук. — Саранск, 2010. — 168 с.
- Волшебные истории о таинственном и ужасном / Сост. и пер.: А. Б. Танасейчук. — Саранск, 2014. — 140 с.
- Мальчик, который рисовал кошек (японская народная сказка) / Перевод Бориса Вайнера.
- [world.lib.ru/u/usmanowa_l_r/hernrus.shtml Мимолетные впечатления о незнакомой Японии]
- Сакура шестнадцатого дня / Сост. и пер. А. Б. Танасейчук. — М.: Престиж Бук, 2015.
- Призраки и чудеса в старинных японских сказаниях. Кайданы / Сост. и пер. О. А. Павловская. — М.: ЗАО «Центрполиграф», 2019.